# Sankuchemys
Sankuchemys is een geslacht van uitgestorven pleurodire schildpadden, waarvan de fossielen zijn gevonden in de Intertrappean Beds van India tijdens het Laat-Krijt. 
Het werd benoemd in 2003 door Eugene S. Gaffney, Ashok Sahni, Herman Schleich, Swarn Deep Singh en Rahul Srivastava. De typesoort is Sankuchemys sethnai. De geslachtsnaam verbindt het Sanskriet sankuch, 'samengedrukt', met het Grieks emys, 'zoetwaterschildpad', een verwijzing naar het geplette type-exemplaar. De soortaanduiding eert de geologieprofessor Sam Framroz Sethna.
Het holotype is SDS./VPL 1125, een schedel gevonden in de Amboli-vindplaats uit een laag uit het Maastrichtien.